# Stanisław Maczek
Stanisław Maczek, poljski general, * 1892  † 1994.